# Кенігсбронн
Кенігсбронн (нім. Königsbronn) — громада в Німеччині, знаходиться в землі Баден-Вюртемберг. Підпорядковується адміністративному округу Штутгарт. Входить до складу району Гайденгайм.
Площа — 45,46 км2. Населення становить 7018 ос. (станом на 31 грудня 2020).